# Gastronomía de Zanzíbar
La gastronomía zanzibari refleja varias influencias heterogéneas, como consecuencia de la naturaleza multicultural y multiétnica del patrimonio suajili de Zanzíbar. Al ser una isla, los productos del mar son de gran importancia, y su colonización por diferentes culturas a lo largo de la historia ha dejado multitud de influencias en la cocina local, entre las que se incluyen la gastronomía árabe, bantú, portuguesa, india, británica y, recientemente, china.

## Historia

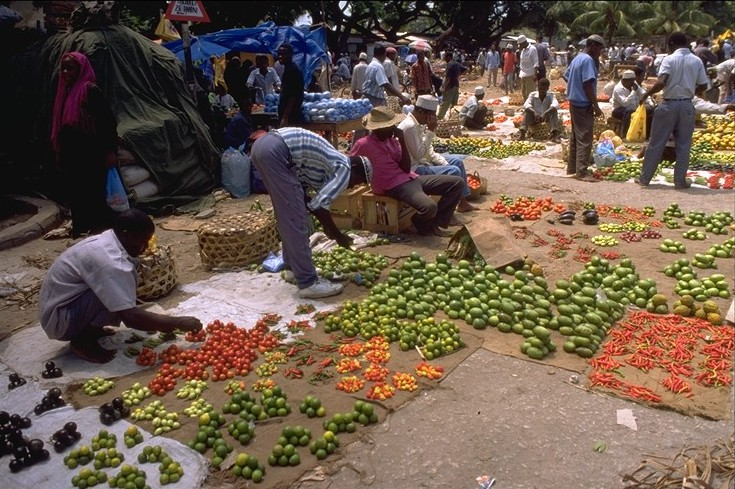
Vegetales en el mercado de la Ciudad de piedra de Zanzíbar.

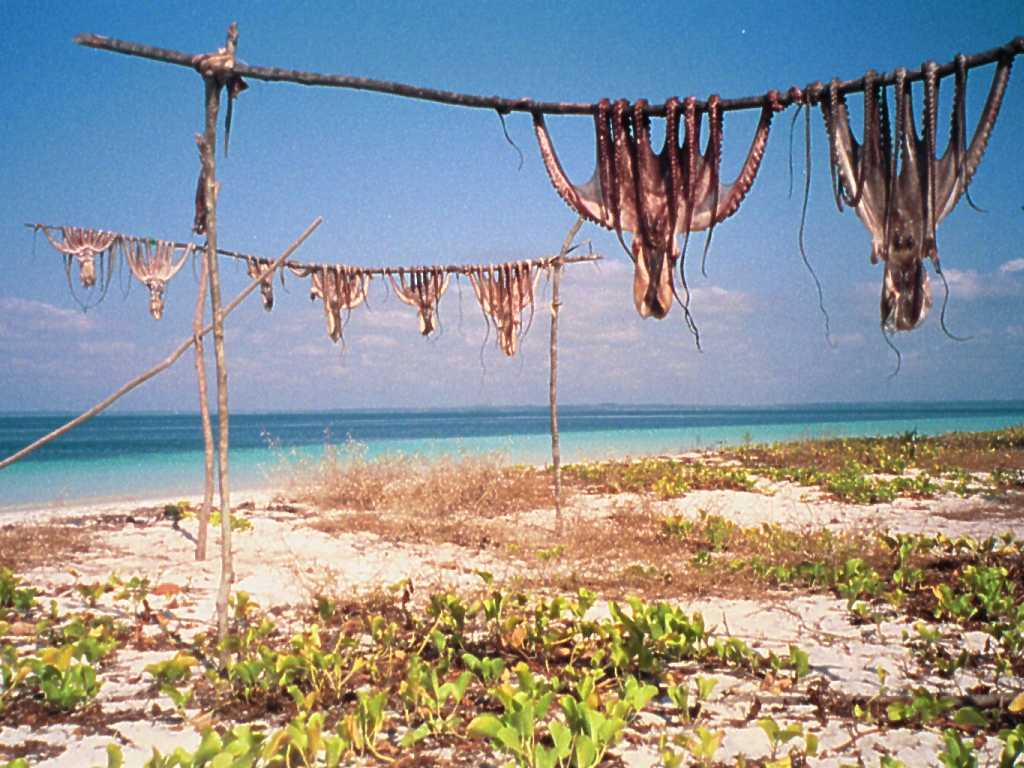
Secado al sol del pulpo.

Los primeros habitantes de Zanzíbar fueron bantúes procedentes de la continental Tanganica. Se dedicaban principalmente a la pesca, por lo que su dieta consistía en productos del mar: atún, caballa, langosta, calamar, pulpo y ostras. Otros ingredientes y recetas traídos por los bantúes que se encuentran en la actual gastronomía de Zanzibarí (algunos de los cuales se generalizaron durante el colonialismo europeo) son los frijoles, batatas, mandioca, ñame y plátano.
En el siglo IX omaníes, yemeníes y persas comenzaron a colonizar la costa suajili, incluido el archipiélago de Zanzíbar. Trajeron nuevos platos e ingredientes, especialmente especias, coco, mango, cítricos y arroz. Una de las recetas más comunes de Zanzíbar, es el arroz pilaf, que es arroz con coco, nueces y especias, refleja claramente su origen árabe.
Entre el siglo XV y el siglo XVI, el Imperio portugués conquistó rápidamente la mayor parte de la costa, incluido Zanzíbar. Las principales influencias portuguesas en la cocina de Zanzibarí fue la introducción de ingredientes que posteriormente se convertirían en los alimentos básicos de Zanzíbar: la mandioca, el maíz y la piña.
En 1651, los portugueses perdieron el control de Zanzíbar ante el sultanato de Omán. Los omaníes trajeron nuevas especias e intensificaron las relaciones comerciales entre Zanzíbar y la India; Como consecuencia, las recetas indias como el chutney, el masala, el biryani, el curry, los pasteles de pescado y la samosa llegaron a Zanzíbar. La mayoría de las recetas de origen extranjero se adaptaron a los ingredientes disponibles en la isla, dando lugar a una cocina «de fusión».
A principios del siglo XX, la mayor parte de la región africana de los Grandes Lagos fue colonizada por alemanes y británicos que no se mezclaron con la población local tanto como lo hicieron los árabes, persas e indios, y su influencia en la cocina zanzibarí es menos evidente; sin embargo, algunas recetas muy comunes de Zanzibarí, como el filete de pimienta, pueden definirse genéricamente como de origen europeo.

### Postindependencia
Después de la independencia, Tanzania estableció una fuerte relación con China; Médicos, ingenieros y consultores militares chinos llegaron a Zanzíbar. Aunque solo una pequeña fracción de la población actual de Zanzibarí tiene orígenes chinos, algunas recetas e ingredientes, como la salsa de soja, se han convertido en algo común en la isla.

## Platos

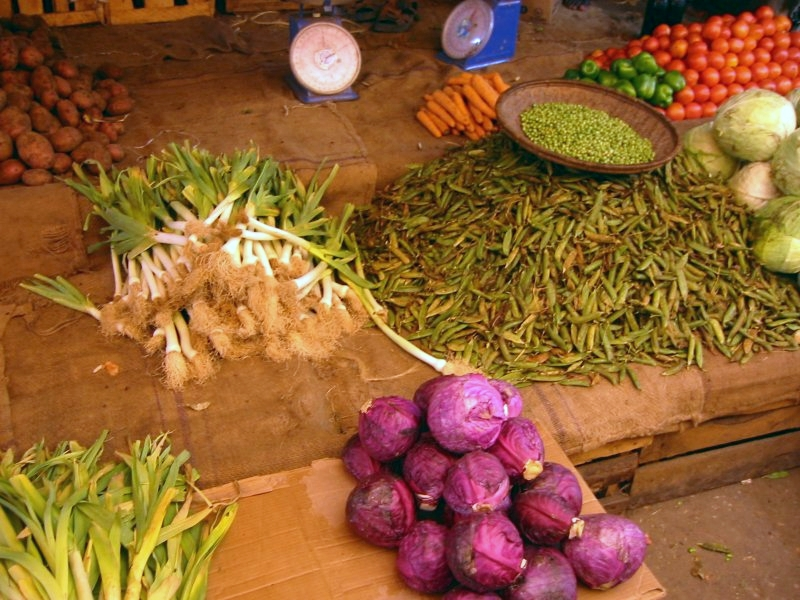
Un puesto de especias en el mercado de la Ciudad de piedra de Zanzíbar.

Algunos platos típicos de Zanzíbar son:
- El sarapatel, una receta de origen indoportugues (goés) que consta de una mezcla de carnes hervidas; en Zanzíbar, se incluyen lengua, corazón e hígado. Está cocinado con masala (una mezcla de las especias similares a curry), así como tamarindo y vinagre.

- El pastel de especias (spice cake) es el postre más representativo de la gastronomía zanzibarí. Está hecho de una masa con una mezcla de canela, clavo de olor, nuez moscada y chocolate.

- El boko-boko, una clase de estofado de carne cocinada con maíz, jengibre, comino, ají, tomate y cebolla.[1]

- Pan de avellanas y pan de dátiles, preparados con también con huevos y vainilla, es tradicional para celebrar el final del Ramadán.

- La carne pilau, normalmente preparada con carne de ganso (a veces de becerro o vaca), está cocinada con patatas, cebollas, especias, leche de coco y arroz.

- El tiburón es un producto del mar típico de Zanzíbar y se suele preparar con pimienta (pepper shark).

- Pweza wa nazi, que significa «pulpo y coco» en idioma suajili es pulpo hervido en leche de coco, curry, canela, cardamomo, ajo y jugo de lima.